# Hinterkaifeck

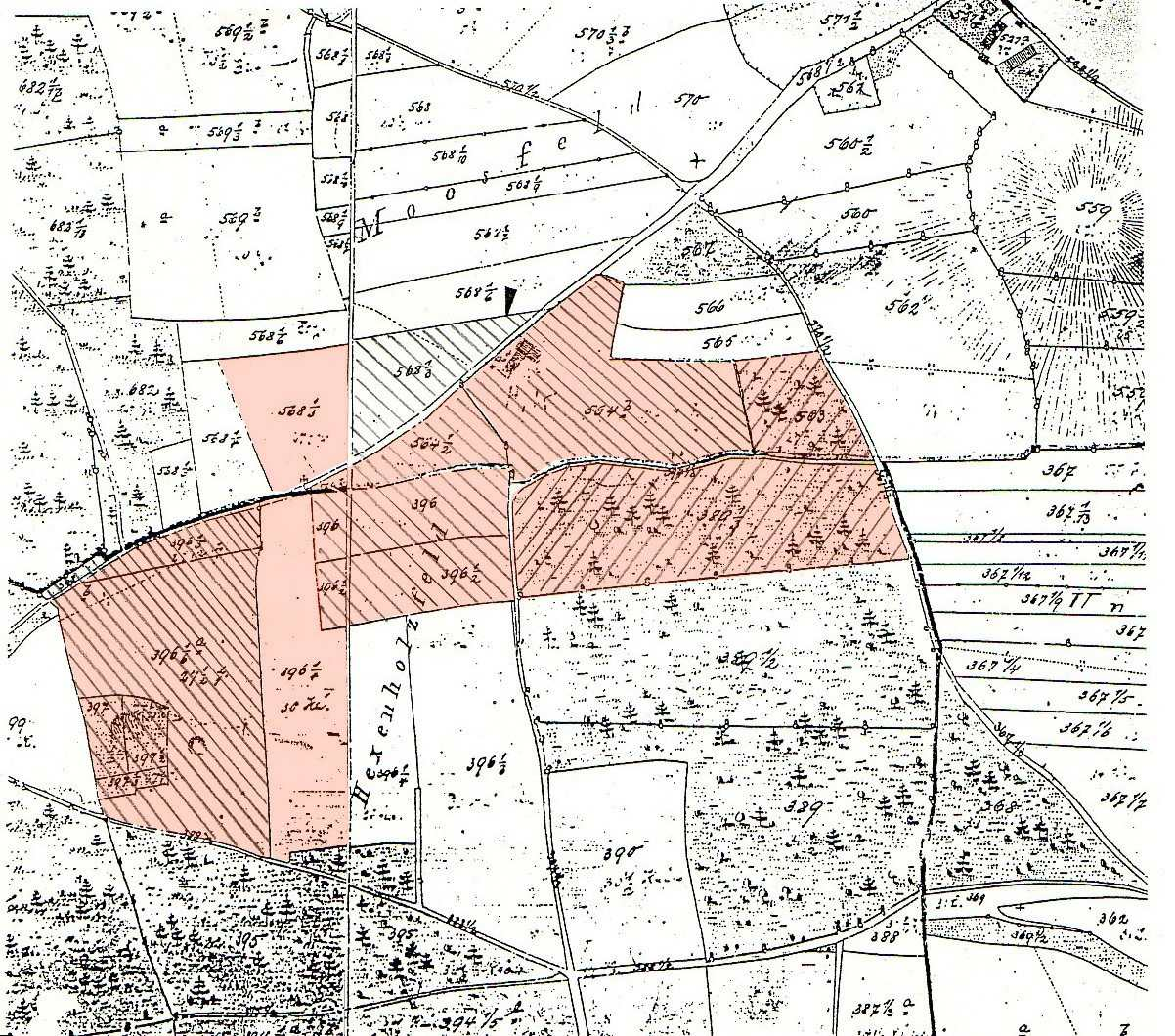
Alte Flurkarte mit dem Einödhof Hinterkaifeck und zugehörigen Ländereien

Der Einödhof Hinterkaifeck war der Tatort eines nicht aufgeklärten Mehrfachmordes. Auf dem heute nicht mehr existierenden Anwesen, das 500 m südwestlich des Dorfes Gröbern im heutigen Gemeindegebiet von Waidhofen in Oberbayern lag, wurden in der Nacht vom 31. März auf den 1. April 1922 alle sechs Bewohner ermordet, indem ihnen mit einer Reuthaue massive Kopfverletzungen beigebracht wurden. Bei den Getöteten handelte es sich um das Austragsbauernehepaar Andreas und Cäzilia Gruber (64 bzw. 72 Jahre), deren verwitwete Tochter Viktoria Gabriel (35 Jahre), deren Kinder Cäzilia (7 Jahre) und Josef (2 Jahre) sowie die Magd Maria Baumgartner (45 Jahre).
Der ungeklärte Sechsfachmord gehört deutschlandweit zu den bekanntesten Kriminalfällen und stößt noch heute aufgrund der außergewöhnlichen Umstände der Tat auf reges Interesse in der Öffentlichkeit. Er ist Grundlage zahlreicher journalistischer und literarischer Veröffentlichungen sowie mehrerer Spiel- und Dokumentarfilme.

## Bau und Lage des Hofes von Hinterkaifeck

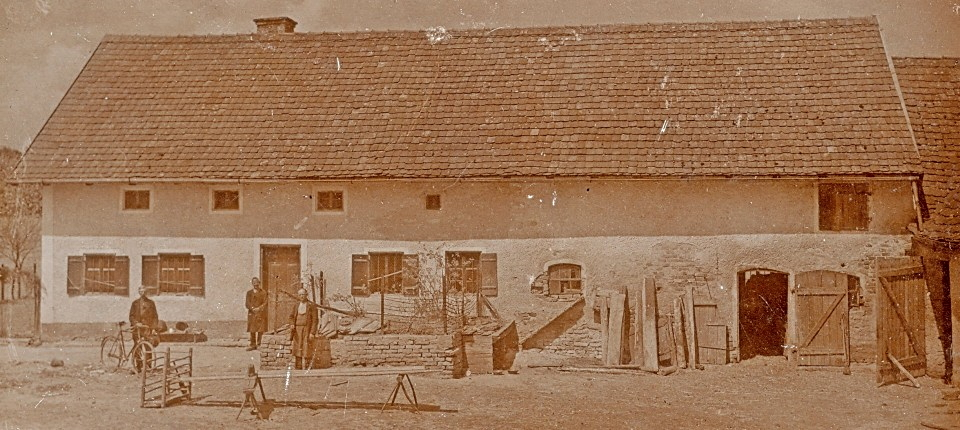
Das Wohn- und Stallgebäude in einer Aufnahme aus einer Schulchronik

Der Hof Hinterkaifeck wurde um 1863 errichtet, nachdem das Areal zuvor offene Flur gewesen war. Zur Zeit der Morde bestand die Anlage aus einem eingeschossigen langgestreckten Wohn- und Stallgebäude, an das rechtwinklig ein größerer Scheunentrakt (der Stadel) angeschlossen war. Auf den L-förmigen Bau war ein durchgehender hoher Dachboden aufgesetzt.
Hinterkaifeck war amtlich nie ein eigener Ortsteil mit diesem Namen, sondern nur ein inoffizieller Hausname. Es gehörte nicht zum einen Kilometer südlich an der Gemeindestraße nach Schrobenhausen gelegenen Kaifeck, sondern als Hausnummer 27 ½ der damaligen Gemeinde Wangen zum Dorf Gröbern, das heute Teil der Gemeinde Waidhofen im Landkreis Neuburg-Schrobenhausen ist.
Etwa ein Jahr nach den Morden wurde die gesamte Hofanlage abgerissen, nachdem sich aufgrund der Bluttat kein Nachnutzer finden ließ. Da später kein neues Anwesen an der Stelle errichtet wurde, ist der Hausname nur noch eine geschichtliche Bezeichnung. Das ehemalige Hofgelände von Hinterkaifeck ist heute eine landwirtschaftliche Nutzfläche, Spuren der Bebauung sind nicht mehr erkennbar.

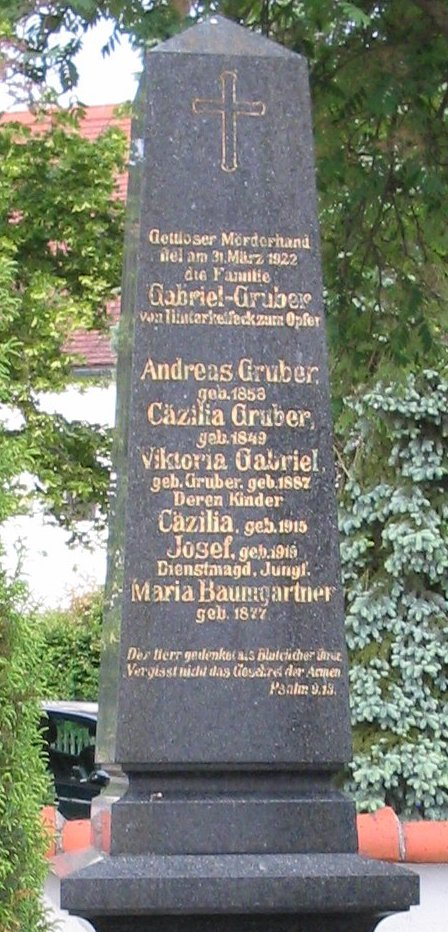
Gedenkstein auf dem Friedhof von Waidhofen

## Tatgeschehen

### Geschehnisse vor der Tat
Bereits einige Zeit vor der Tat häuften sich merkwürdige Vorkommnisse in und um Hinterkaifeck: So wurde Mitte März 1922 in der Nähe von Hinterkaifeck ein Exemplar der Münchner Zeitung gefunden, die in der Region nicht verbreitet war. Der Austragsbauer Andreas Gruber glaubte zunächst, der Postbote habe die Zeitung verloren, was aber nicht der Fall gewesen sein konnte, da niemand in der näheren Umgebung diese Zeitung abonniert hatte. Einige Tage vor der Tatnacht entdeckte Gruber zudem im Schnee Spuren, die zum Hof Hinterkaifeck hinführten, aber nicht wieder von ihm weg. Ebenso vermissten die Bewohner der Einöde einen Haustürschlüssel. Außerdem hatte jemand an der Motorhütte des Hofes das Vorhängeschloss aufgebrochen und im Stall ein Rind losgebunden. Darüber hinaus bemerkten die Hinterkaifecker, dass das Anwesen vom Wald aus wiederholt von einem Mann mit Schnauzbart beobachtet wurde. In der Nacht hörten sie auf dem Dachboden über ihren Schlafräumen Schritte, doch Andreas Gruber fand niemanden, als er das Gebäude durchsuchte. Obwohl er mehreren Menschen von diesen angeblichen Beobachtungen erzählte, weigerte er sich, Hilfe von Außenstehenden (Nachbarn oder Polizei) anzunehmen. Nach Aussage einer Schulfreundin der siebenjährigen Cäzilia Gabriel soll diese auch berichtet haben, dass ihre Mutter Viktoria in der Nacht vor der Tat nach einem heftigen Streit vom Hof geflohen und erst Stunden später im Wald aufgefunden worden sein soll. 33 Jahre später behauptete die Schulfreundin dann aber, dass nicht Viktoria Gabriel, sondern Cäzilia Gruber geflohen sei.

### Tatnacht vom 31. März auf den 1. April 1922
Am Nachmittag des 31. März 1922, einem Freitag, kam die neue Dienstmagd Maria Baumgartner auf dem Hof an. Deren Schwester, die sie dorthin begleitet hatte und den Hof nach einem kurzen Aufenthalt wieder verließ, war mit hoher Wahrscheinlichkeit vor der Tat die letzte Person, die die Bewohner lebend sah. Einige Stunden danach wurden die sechs Morde verübt. Das genaue Tatgeschehen konnte später nicht zweifelsfrei rekonstruiert werden. Aufgrund der späteren Auffindesituation der Opfer gilt als gesichert, dass am späten Abend Viktoria Gabriel, Cäzilia und Andreas Gruber sowie die siebenjährige Cäzilia Gabriel nacheinander (vermutlich in der genannten Reihenfolge) in unmittelbarer Nähe der Übergangstür vom Stall zur Scheune mit einer vor Ort vom Täter bzw. von den Tätern vorgefundenen Reuthaue, die zum Hofbestand gehörte, erschlagen wurden. Bis heute ist ungeklärt, warum und in welchem zeitlichen Abstand sich die ersten vier Opfer in diesen Teil des Anwesens begeben haben. Später durchgeführte Versuche ergaben, dass Schreie aus der Scheune weder in der Mägdekammer noch im Wohn- oder Schlafzimmer zu hören waren. Durch eine Obduktion wurde später nachgewiesen, dass die siebenjährige Cäzilia, nachdem ihr der Schädel eingeschlagen worden war, noch mindestens zwei Stunden gelebt haben muss. Von der Scheune aus drangen der oder die Täter durch den Stall in den Wohnbereich ein, wo – mit derselben Tatwaffe – vermutlich zuerst die Dienstmagd Maria Baumgartner in der Magdkammer und zuletzt der zweijährige Josef in seinem Stubenwagen im Schlafzimmer seiner Mutter erschlagen wurden.

### Entdeckung der Tat
Zwischen dem Tatzeitpunkt und der Entdeckung der Tat vier Tage später müssen sich der oder die Täter noch im Haus aufgehalten haben oder mindestens einmal dorthin zurückgekehrt sein, da das Vieh versorgt (getränkt und gemolken) wurde. Außerdem entdeckte die Polizei später, dass der gesamte Brotvorrat aufgebraucht und Fleisch aus der Vorratskammer frisch angeschnitten worden war.
Am 1. April kamen die Kaffeeverkäufer Hans und Eduard Schirovsky in Hinterkaifeck an, um eine Bestellung aufzunehmen. Als niemand auf das Klopfen an der Tür und am Fenster reagierte, gingen sie um den Hof herum, fanden aber niemanden. Ihnen fiel lediglich auf, dass das Tor zum Maschinenhaus offenstand. Anschließend verließen sie den Hof. Am 1. sowie am 3. und 4. April fehlte Cäzilia Gabriel unentschuldigt in der Schule. Außerdem fiel auf, dass die Einwohner der Einöde am 2. April nicht am Sonntagsgottesdienst teilnahmen (Pfarrkirche Mariä Reinigung und St. Wendelin in Waidhofen, ein Fußmarsch von mehr als drei Kilometern, der über die Brücke über die Paar führte). Am Montag, dem 3. April, bemerkte der Postschaffner Josef Mayer, als er nach Hinterkaifeck kam, dass anscheinend niemand auf dem Hof war. Der Monteur Albert Hofner kam am 4. April nach Hinterkaifeck, um dort wie vereinbart den Motor der Futterschneidemaschine zu reparieren. Er gab an, niemanden angetroffen und außer dem Brüllen der Kühe und dem Bellen des Hundes nichts gehört zu haben. Nach einer Stunde des Wartens fing er an, den Motor zu reparieren, und war nach etwa viereinhalb Stunden fertig. Als er anschließend noch einmal um den Hof herumging, um doch noch einen der Bewohner anzutreffen, bemerkte er, dass die Scheunentür offenstand. Ob das Tor bereits bei seiner ersten Umschau oder erst bei der zweiten geöffnet war, konnte er nicht angeben. Hofner schaute zwar in die Scheune, ging aber nicht hinein. In Gröbern traf er die Töchter des Ortsführers Lorenz Schlittenbauer und berichtete ihnen, dass die Reparaturen in Hinterkaifeck erledigt seien. Hofner berichtete auch Georg Greger, dem Bürgermeister von Wangen, von der gespenstischen Leere auf Hinterkaifeck. Schlittenbauer schickte daraufhin seine beiden Söhne Johann und Josef nach Hinterkaifeck, um nach dem Rechten zu sehen. Als sie berichteten, niemanden gesehen zu haben, drang Schlittenbauer noch am selben Tag mit Michael Pöll und Jakob Sigl in das Gebäude ein, wo sie die größtenteils abgedeckten Leichen entdeckten.

„In der Einöde Hinterkaifeck, Gem. Wangen, etwa 900 Meter von der Ortschaft Gröbern entfernt, wurden am Montag abend sämtliche Bewohner, das etwa 70 Jahre alte Ehepaar Andreas und Zäzilie Gruber, deren verwitwete Tochter Viktoria Gabriel, das neun [sic!] Jahre alte Mädchen und der zweieinhalbjährige Sohn der Tochter und die 45 Jahre alte Dienstmagd Marie Baumgartner ermordet aufgefunden. Alle Personen waren erschlagen worden. Als Waffe hatten die Täter anscheinend eine sogenannte Kreuzhacke benützt. Die Leichen des Ehepaares Gruber, der Tochter und des Mädchens Zäzilie lagen in der Tenne neben dem Stall, die Leiche des Söhnchens Josef im Kinderwägelchen im Schlafzimmer der beiden alten Leute und die Leiche der Dienstmagd in der Kammer. Das Vieh im Stall war losgelassen, sämtliche Behältnisse im Hause waren durchwühlt. Was geraubt wurde, ist noch nicht bekannt. Die Schmucksachen soll man gefunden haben. Die Eheleute Gruber galten in der Gegend als Sonderlinge; sie lebten sehr zurückgezogen und hatten nach der Meinung der Nachbarn etwa 100.000 Mark Papiergeld, Gold- und Silbergeld und Pfandbriefe verschiedener Banken im Hause. Das Aufspeichern von Geld im Hause scheint also auch in diesem Falle den Anreiz zu diesem scheußlichen Verbrechen gegeben zu haben. Die Tat dürfte bereits in den Abendstunden des 31. März oder in der Nacht zum 1. April verübt worden sein. Die Dienstmagd hatte ihre Arbeitsstelle erst am 31. März angetreten, der Mann der Tochter ist im Kriege gefallen. Von den Tätern fehlt noch jede Spur.“

## Ermittlungen

### Polizeiliches Vorgehen
Die ersten Polizisten am Tatort waren Beamte der Gendarmeriestation Hohenwart, die am 4. April gegen 18 Uhr eintrafen. Deren Hauptaufgabe war es, die zahlreichen Schaulustigen, die sich bald nach Bekanntwerden der Morde in Hinterkaifeck einfanden, am Betreten des Tatorts zu hindern. Bei der Polizeidirektion München ging die Meldung etwa um 18:15 Uhr ein. Unter der Leitung von Kriminaloberinspektor Georg Reingruber machten sich sechs Beamte aus dem knapp 70 Kilometer entfernten München, darunter zwei Polizeihundeführer, umgehend auf den Weg und kamen um 1:30 Uhr bei Bürgermeister Georg Greger in Wangen an.
Da eine Tatortbegehung bei nächtlicher Dunkelheit als zwecklos erachtet wurde, begaben sie sich erst um 5:30 Uhr morgens nach Hinterkaifeck und besichtigten zusammen mit der Gerichtskommission aus Schrobenhausen systematisch die dortigen Gebäude. Auf dem Dachboden, der durchgängig über Wohnhaus, Stall und Scheune verlief, entdeckten die Polizisten, dass der Boden mit Heu bedeckt war, anscheinend um Schritte zu dämpfen. Außerdem waren einige Dachziegel so verschoben, dass man das gesamte Hofgelände überblicken konnte, und in einem Heuhaufen stellte man zwei Mulden fest, die davon zeugten, dass sich hier Personen befunden haben mussten. Die ersten Vernehmungen fanden im Bauernhaus in der Küche statt.
Als Motiv wurde zunächst Raubmord vermutet, später allerdings zunehmend angezweifelt, da man nicht genau ermitteln konnte, wie viel Geld entwendet wurde. Außerdem wurde viel Geld zurückgelassen, obwohl die Täter genug Zeit gehabt hätten, das Haus genau zu durchsuchen. Bei der Obduktion durch den Neuburger Landgerichtsarzt Johann Baptist Aumüller auf einem provisorischen Seziertisch im Hof des Bauernhofes wurden den Leichen die Köpfe abgetrennt. Dabei wurde auch festgestellt, dass sich Cäzilia Gabriel in ihrem etwa zweistündigen Todeskampf büschelweise die Kopfhaare ausgerissen hatte.
Die Beamten der Mordkommission ermittelten in verschiedenste Richtungen und gingen selbst unwahrscheinlichen Spuren nach. Als Erstes gerieten Vorbestrafte, Hamsterer und Hausierer, die aus der Gegend von Hinterkaifeck stammten oder sich dort herumtrieben, in den Fokus der Polizei. Bereits am 8. April wurden vom Staatsministerium des Innern 100.000 Mark Belohnung für Hinweise zum Täter ausgesetzt, und zwar „für die Ergreifung oder die sichere Ermöglichung der Ergreifung der Täter.“ Viele Personen wurden daraufhin verdächtigt (siehe: Tatverdächtige), und auch viele nicht stichhaltige Hinweise gingen bei der Mordkommission ein, doch die Morde konnten niemandem nachgewiesen werden. Mit den Schädeln der Opfer wurden zudem spiritistische Sitzungen mit Medien durchgeführt, die aber ebenfalls kein Ergebnis brachten.
Am 28. Februar 1930 ging Oberinspektor Reingruber in Pension, und im September desselben Jahres übernahm Martin Riedmayer (1896–1989) den Fall.

### Tatverdächtige
In die umfangreichen Ermittlungen wurden insgesamt etwa hundert Verdächtige einbezogen, jedoch kam es in keinem einzigen Fall zu einer Anklage vor Gericht. Nachfolgend sind Personen aufgeführt, die von der Polizei und/oder in der Bevölkerung als potenzielle Täter angesehen wurden, aber weder als Mörder überführt noch von der Täterschaft zweifelsfrei ausgeschlossen werden konnten.

#### Karl Gabriel
Der Tod des im Dezember 1914 während des Ersten Weltkriegs gefallenen Ehemanns der Jungbäuerin, Karl Gabriel, wurde in Zweifel gezogen. Dieser soll erfahren haben, dass Viktoria Gabriel nach der gemeinsamen Tochter (Cäzilia) ein uneheliches Kind hatte (Josef), und zwar womöglich mit ihrem eigenen Vater (siehe: Inzest). Daraufhin soll er die gesamte Familie erschlagen haben, um Rache zu üben. Obwohl Soldaten aus seinem Regiment seinen Tod bezeugten, erhielt diese Theorie im Laufe der Jahre neue Nahrung, nachdem immer wieder Personen berichteten, sie seien Gabriel begegnet oder könnten bestätigen, dass dieser seine Identität mit der eines gefallenen Kameraden vertauscht hatte.
Nach Ende des Zweiten Weltkriegs behaupteten unabhängig voneinander Kriegsheimkehrer aus der Region um Schrobenhausen, die vorzeitig aus sowjetischer Gefangenschaft entlassen wurden, dass sie von einem bairisch sprechenden sowjetischen Offizier nach Hause geschickt worden seien, der angegeben habe, er sei der Mörder von Hinterkaifeck. Einige dieser Aussagen wurden später von den Heimkehrern selbst revidiert. Ob es sich dabei um erfundene Geschichten oder wahrheitsgemäße Aussagen handelte, kann heute nicht mehr zweifelsfrei nachgewiesen werden. Selbst für den Fall, dass die Behauptungen zutreffend sind, muss es sich bei dem Russen nicht zwingend um Karl Gabriel gehandelt haben, wenngleich einige der Zeugen, die ihm kurz vor und nach dem Mord angeblich begegnet waren, ausgesagt hatten, er wolle sich nach Russland absetzen.

#### Lorenz Schlittenbauer
Lorenz Schlittenbauer war der Ortsvorsteher von Gröbern und galt damals wie heute als einer der Hauptverdächtigen. Er hatte kurz nach dem Tod seiner ersten Frau ein Verhältnis mit Viktoria Gabriel und galt ebenfalls als möglicher Vater ihres Sohnes Josef. Nach mehrmaligem Widerrufen erkannte er schließlich die Vaterschaft an, zahlte aber keinen Unterhalt. Er wurde – auch von der Bevölkerung – als Täter verdächtigt, weil er sich durch einige Handlungen und Andeutungen bezüglich der Morde verraten haben soll. Beispielsweise wurde beim Fund der Leichen ein Tor aufgebrochen, weil sämtliche Türen am Hof verschlossen waren. Nach Auffinden der Toten verließen seine beiden Begleiter schockiert den Stall, während Schlittenbauer alleine in das Haus weiterging, in dem er sich gut auszukennen schien. Er schloss dann – für die anderen Zeugen deutlich hörbar – die Haustür von innen mit dem Schlüssel auf. Schlittenbauer gab später an, dieser habe in der Tür gesteckt. Eben jener einzige Schlüssel wurde jedoch von den Opfern kurz vor der Tat vermisst. Des Weiteren wohnte er nur 350 Meter entfernt und hätte problemlos nicht nur den Hof ausspionieren, sondern sich auch unentdeckt zwischen seinem Anwesen und dem Tatort bewegen können.
Auch noch Jahre später wurde Schlittenbauer aufgrund merkwürdiger Äußerungen (so soll er am örtlichen Stammtisch bei Spekulationen über den Tathergang gelegentlich vom Täter in der Ich-Form gesprochen haben) immer wieder mit der Tat in Verbindung gebracht. Eingang in die Akten fand auch eine Begegnung des damaligen Dorflehrers Hans Yblagger mit Schlittenbauer an den Mauerresten des abgebrochenen Hofes Hinterkaifeck im Jahr 1925. Der junge Lehrer überraschte ihn über den noch vorhandenen Kellereingang gebeugt und war verwundert über seine ausgesprochen schreckhafte und verwirrte Reaktion, als er ihn ansprach. Schlittenbauer erzählte daraufhin von einem angeblichen Versuch des Täters, die Leichen am Ort ihres Auffindens zu vergraben, was aber aufgrund der Bodenbeschaffenheit nicht möglich gewesen sei. Diese Information hatte vorher weder Schlittenbauer noch ein anderer Zeuge zu Protokoll gegeben.
Vor seinem Tod im Jahre 1941 führte und gewann Schlittenbauer mehrere Zivilklagen wegen übler Nachrede gegen Personen, die ihn als „Mörder von Hinterkaifeck“ bezeichneten.

#### Josef Bärtl
Der 1897 geborene, aus dem nahen Geisenfeld stammende, angeblich geisteskranke Bäcker Josef Bärtl wurde schon bald nach der Tat als Mörder verdächtigt, da er 1921 aus der Kreis-Heil- und Pflegeanstalt Günzburg geflohen war. Ihm wurde ob seines Geisteszustands sowie aufgrund seiner vermuteten Beteiligung an einem Mord im Jahre 1919 die Tat zugetraut, und ein Medium hatte ihn bei einer der spiritistischen Sitzungen anhand einer Fotografie als Täter identifiziert. Zwar gaben immer wieder Zeugen an, Bärtl begegnet zu sein, doch er konnte von der Polizei nie mehr aufgegriffen werden.

„Bekanntlich fahndet die Staatsanwaltschaft Neuburg nach dem 1897 in Geisenfeld geborenen Bäcker J. Bärtl, der vor einiger Zeit aus der Heil- und Pflegeanstalt Günzburg entsprungen ist und der als Täter oder Mittäter des Mordes bei Wangen in Betracht kommt. Der Verdacht ist auf Bärtl gefallen, da man sich sagt, ein derart scheußliches Verbrechen könne nur ein Geisteskranker verüben. Bärtl ist als gewalttätiger Mensch bekannt. Er ist früher mit Genossen bei Bauern herumgezogen und hat den Leuten Papiergeld zum Abstempeln herausgeschwindelt. Wenn er festgenommen wurde, verweigerte er die Nahrungsaufnahme und verfiel der Haftpsychose, so daß zweimal seine Einlieferung in die Heil- und Pflegeanstalt notwendig wurde. Die Flucht aus der Anstalt erfolgte bereits vor längerer Zeit. Die Nachforschungen nach seinem Aufenthalt waren bisher ergebnislos.“

Anfang 1926 erwirkte die Staatsanwaltschaft Neuburg aufgrund dringenden Tatverdachts einen Haftbefehl gegen Josef Bärtl, der sich mutmaßlich zuletzt in Südbayern aufgehalten hatte und dessen besonderes Kennzeichen ein fehlender kleiner Finger an der linken Hand war. Zugleich wurde eine hohe Belohnung ausgesetzt.

#### Gebrüder Gump
Bereits am 9. April 1922 ließ Kriminaloberinspektor Georg Reingruber die Fahndung nach Adolf Gump, Wilhelm Dreßel, Wilhelm Musweiler alias Weiland und dem früheren Kriminalbeamten Friedrich N. alias Fischer ausschreiben. Alle vier sollen mit dem Freikorps Oberland in Oberschlesien einmarschiert sein und dort an der Ermordung von neun Bauern mitgewirkt haben. Reingruber konnte nicht ausschließen, dass Adolf Gump auch an den Morden in Hinterkaifeck beteiligt war, weswegen er die entsprechenden Gendarmeriestationen anwies, bei einer möglichen Festnahme diesen nach seinem Alibi vom 30. und 31. März sowie vom 1. April 1922 zu fragen.
1951 ermittelte Staatsanwalt Andreas Popp gegen Adolfs Bruder Anton Gump wegen des Verdachtes, dass die beiden Brüder die Morde auf Hinterkaifeck begangen hätten. Der Verdacht stützte sich auf die Anschuldigung der Schwester der beiden. Kreszentia Mayer behauptete auf dem Sterbebett gegenüber dem Priester Anton Hauber, dass ihre beiden Brüder Adolf und Anton die Morde verübt hätten. Anton Gump kam infolgedessen in Untersuchungshaft, Adolf war bereits 1944 verstorben. Nach kurzer Zeit wurde Anton allerdings wieder entlassen, und 1954 wurde das Verfahren gegen ihn endgültig eingestellt, da ihm keine Tatbeteiligung nachgewiesen werden konnte.

#### Die Brüder Karl und Andreas Schreyer aus Sattelberg
Am 3. August 1922 wurden der 31-jährige Tagelöhner Andreas Schreyer sowie sein 23-jähriger Bruder Karl verhaftet. Beide stammten aus Sattelberg und waren „als gewaltätige Menschen weit umher bekannt und gefürchtet“. Sie waren außerdem um die Tatzeit herum „in der Nähe von Waidhofen beim Abfahren von Holz aus dem Walde beschäftigt, und fuhren dabei täglich in Hinterkaifeck vorbei, so daß sie die dortigen Verhältnisse genau kennen lernen konnten“. Sie hatten jedoch ein stichhaltiges Alibi und wurden daher nach kurzer Zeit wieder auf freien Fuß gesetzt.
Dennoch gerieten die beiden Brüder Jahrzehnte später erneut unter Tatverdacht. Im Jahr 1971 schrieb eine Frau namens Therese T. einen Brief, in dem sie sich auf ein Ereignis in ihrer Jugend berief: Im Alter von zwölf Jahren wurde sie Zeugin, als ihre Mutter Besuch von der Mutter der Brüder Karl und Andreas S. erhielt. Diese behauptete, ihre Söhne seien die beiden Mörder von Hinterkaifeck. Interessant war die Tatsache, dass die Mutter den Satz „Andreas reute es, dass er sein Taschenmesser verlor“ im Laufe des Gesprächs sagte. Tatsächlich wurde beim Abriss des Hofes im Jahr 1923 ein Taschenmesser gefunden, das niemandem eindeutig zugeordnet werden konnte und dessen Existenz allgemein nicht bekannt war. Allerdings hätte das Messer einem der Mordopfer gehören können. Auch diese Spur wurde ohne Ergebnis verfolgt. Kreszenz Rieger, die ehemalige Magd von Hinterkaifeck, war sich sicher, das Taschenmesser schon in ihrer Dienstzeit auf dem Hof gesehen zu haben.

#### Peter Weber
Peter Weber wurde von Josef Betz als Verdächtiger genannt. Beide arbeiteten im Winter 1919/1920 als Hilfsarbeiter und teilten sich eine Kammer. Laut Betz sprach Weber in der Zeit von einem abgelegenen Hof, nämlich Hinterkaifeck. Weber waren auch die Verhältnisse in Hinterkaifeck bekannt. So erzählte er, dass dort nur ein altes Ehepaar mit seiner Tochter und deren zwei Kindern wohnte. Außerdem wusste er wohl vom Inzest zwischen Gruber und seiner Tochter. Betz sagte in einer Vernehmung aus, dass Weber vorgeschlagen habe, den Alten zu erschlagen, um an das Gold zu kommen. Als Betz nicht auf das Angebot einging, hörte Weber auf, darüber zu reden.

#### Gebrüder Bichler und Georg Siegl
Die ehemalige Magd Kreszenz Rieger arbeitete von November 1920 bis ca. September 1921 auf Hinterkaifeck. Sie verdächtigte die Brüder Anton und Karl Bichler, den Mord begangen zu haben. Anton Bichler soll bei der Kartoffelernte auf Hinterkaifeck mitgeholfen haben und kannte deswegen die Räumlichkeiten. Anton Bichler soll auch öfter neben ihr schlecht über die Familien Gruber und Gabriel geredet haben. Von einer alten Dame bekam sie mit, dass Anton gesagt haben soll, dass die Kaifecker alle erschlagen gehören. Die Magd betonte in ihrer Vernehmung auch ausdrücklich, dass der Hofhund, der jeden anbellte, bei Anton nie bellte. Darüber hinaus berichtete sie von einer Begegnung mit einem Unbekannten, der nachts vor ihrem Fenster stand und nach einem Wortwechsel wieder ging. Die Magd glaubte, dass es Karl Bichler, der Bruder von Anton, war. Sie sagte auch aus, dass Anton und Karl Bichler den Mord zusammen mit Georg Siegl hätten begehen können. Georg Siegl arbeitete eine Zeit lang auf Hinterkaifeck und soll auch über das Vermögen der Kaifecker gewusst haben. Dabei soll Siegl Anfang November 1920, während das Ehepaar Gruber und Viktoria Gabriel auf dem Feld arbeiteten, einen Einbruch auf Hinterkaifeck begangen haben. Er soll durch ein offenes Fenster in das Haus geklettert sein und geräuchertes Fleisch, Eier, Brot und Kleidung gestohlen haben. Die Kaifecker hätten nur noch gesehen, wie Siegl in den Wald flüchtete. Trotz dieser Ereignisse wurde er im September 1921 für einige Tage wieder als Knecht eingestellt. Georg Siegl bestritt in einer Vernehmung den Diebstahl und beschuldigte Josef Hartl aus Waidhofen der Tat. In einer späteren Vernehmung sagte er außerdem aus, dass er den Stiel der Reuthaue (Tatwerkzeug des Mordes) selbst geschnitzt hätte, als er als Knecht auf Hinterkaifeck arbeitete. Die Reuthaue hätte man damals immer in der Scheunendurchfahrt aufbewahrt.

#### Gebrüder Thaler
Auch die Thaler-Brüder galten nach einer Aussage der ehemaligen Magd Kreszenz Rieger als verdächtig. Die Gebrüder Thaler hätten vor der Tat in der Umgebung schon mehrere kleine Einbrüche begangen. Zur Kartoffelerntezeit 1921 sollen sich mehrere ungewöhnliche Zwischenfälle ereignet haben. Josef Thaler soll nachts öfters an ihrem Fenster gestanden haben. Als sie das Fenster einmal öffnete, soll Josef Thaler sie über die Gruber- und Gabriel-Familie ausgefragt haben, wobei sie aber keine Antworten auf seine Fragen gab. Im Gespräch behauptete Josef Thaler, zu wissen, welcher Kaifecker in welchem Zimmer schlief. Des Weiteren gab er an, dass die Kaifecker viel Geld hätten. Das Geld würden sie tagsüber an einem anderen Ort verstecken als nachts. Nach ca. 30 Minuten ging Josef Thaler. Dabei bemerkte die Magd, dass noch eine zweite unbekannte Person in der Nähe war. Nach ihrer Aussage sahen sich Josef Thaler und der Unbekannte das Maschinenhaus an und wandten ihre Blicke nach oben. Die Magd glaubte, dass der Unbekannte Andreas, der Bruder von Josef, sei. Zur gleichen Zeit soll sich auch die Tür der Magdkammer gegen Mitternacht immer wieder von alleine geöffnet haben. Aus Angst kündigte Kreszenz Rieger dann nach vier Wochen.

#### Josef Pertl
Anfang 1927 wurde Josef Pertl steckbrieflich wegen der Morde gesucht. Hierzu wurden Plakate mit seiner Fotografie sowie seiner Personenbeschreibung eingesetzt. Besondere Kennzeichen Pertls sollen ein grauer Handschuh an der linken Hand, eine Sportkappe und ein Überzieher gewesen sein.

#### Josef Pfleger
Ende Januar 1935 wurde Josef Pfleger in Deinhausen aufgrund einer Anzeige seiner Tochter verhaftet. Ihr gegenüber soll er angeblich ein Geständnis abgelegt haben:

„Nach dieser Darstellung spielte sich der grausige Mord folgendermaßen ab: Pfleger war mit einem Genossen, der seither verstorben ist, in den Stall des Kaifeckers eingebrochen. Das Vieh geriet hiedurch in Unruhe, der Bauer erschien um nachzusehen, und wurde mit einer Hacke von den beiden Männern niedergeschlagen. Dann drangen die Männer in das Haus ein, wo ihnen die durch den Lärm erwachte Magd entgegentrat. Auch sie wurde niedergeschlagen. Darauf zertrümmerten die Unholde einem kleinen schlafenden Kinde den Schädel. Ein zweites Kind, das erwacht war und ihnen ahnungslos entgegenlief, erlitt das gleiche Schicksal. Ebenso erging es der Frau des Besitzers sowie dessen Mutter. Die Mörder schleppten dann die Opfer in den Stall und versteckten sie unter Streuh. Sodann machten sie es sich im Hause gütlich und verblieben daselbst drei Tage. Durch das Erscheinen des Postboten sahen sie sich schließlich veranlaßt, das Weite zu suchen. Den Tätern waren bedeutende Geldbeträge in die Hände gefallen, angeblich 1400 Mark.“

Pfleger, der zuvor wiederholt straffällig geworden war (darunter wegen Sittlichkeitsdelikten), bestritt die Tat und bezichtigte seine Tochter der Lüge.
Bereits wenige Tage später wurde Josef Pfleger aus der Untersuchungshaft entlassen, weil keine Anhaltspunkte für seine Täterschaft ermittelt werden konnten.

### Finanzielle Situation
Die Familie Gabriel-Gruber war angeblich wohlhabend. Ihr Vermögen, das seitens Lorenz Schlittenbauer auf 100.000 Mark geschätzt wurde, war sowohl in Pfandbriefen und Kriegsanleihen als auch in Schmuck, Gold- und Silbermünzen angelegt. Außerdem verfügte sie über ein beträchtliches Barvermögen. Darüber hinaus besaß sie 50 Tagwerk (ca. 17 Hektar) Land und einige Stück Vieh (Rinder, Schweine und Hühner). Als der Mord geschah, war der Neubau des Stalls geplant.

### Soziale Situation
Die Bewohner der Einöde lebten zurückgezogen und galten in der Dorfgemeinschaft Gröbern als geizig. Um Geld zu sparen, beschäftigten sie – zum Teil illegal und oft nur für einige Wochen – unter anderem umherziehende Hilfsarbeiter.

### Inzest
Zwischen dem Vater Andreas Gruber und seiner Tochter Viktoria bestand eine inzestuöse Beziehung mindestens seit dem 16. Lebensjahr der Tochter. Deshalb wurden beide 1915 verurteilt – der Vater zu einem Jahr Zuchthaus und die Tochter zu einem Monat Gefängnis. Einmal wurden die zwei von einer Magd im Heu erwischt.
Außerdem halten sich Gerüchte, dass der 1919 unehelich geborene Josef nicht von Lorenz Schlittenbauer, sondern von Andreas Gruber gezeugt worden sei. Andreas Gruber soll auch versucht haben, eine Ehe zwischen den beiden Verwitweten, Viktoria Gabriel und Lorenz Schlittenbauer, zu verhindern. Daraufhin leugnete Schlittenbauer die Vaterschaft und zeigte Andreas Gruber im September 1919 wegen Blutschande an. Da Andreas Gruber bereits vorbestraft war, wurde er in Untersuchungshaft genommen. Kurz darauf nahm Schlittenbauer seine Anschuldigungen zurück und erkannte die Vaterschaft an. Einige Zeit später lehnte er sie allerdings erneut ab und bekräftigte seine vorherigen Vorwürfe. Auch aufgrund dieser widersprüchlichen Aussagen kam es schließlich zu keiner weiteren Verurteilung, Gruber war bereits zuvor wieder aus der Haft entlassen worden.

### Erbe
Im Erbschein vom 7. Juni 1922 wurde das Vermögen zur einen Hälfte der Familie des Andreas Gruber und zur anderen der aus erster Ehe stammenden Tochter von Cäzilia Gruber, Cäzilia Starringer, zugesprochen. Sämtliches Gold- und Silbergeld sollte wegen Steuerhinterziehung an den Fiskus abgetreten werden (dies wurde später jedoch revidiert, und die Erben konnten das Geld erhalten). Karl Gabriel sen., Vater von Viktoria Gabriels verstorbenem Ehemann und Großvater der Cäzilia Gabriel, klagte daraufhin mit der Begründung, die siebenjährige Cäzilia als Universalerbin sei nachweislich nach ihrer Mutter ums Leben gekommen. Diese und alle weiteren Klagen Karl Gabriels wurden vom Gericht abgelehnt. Schlussendlich erwarb Josef Gabriel (Sohn des o. g. Karl Gabriel und Schwager der ermordeten Viktoria Gabriel) das Anwesen von der 13-köpfigen Erbengemeinschaft am 22. September 1922 für 3 Millionen Mark.

### Fund der Tatwaffe
Im Februar 1923 begann Karl Gabriel sen., mit einigen Helfern den Mordhof abzureißen. Beim Abriss wurde das blutverschmierte Tatwerkzeug gefunden, eine Reuthaue, die aus dem Besitz von Andreas Gruber stammte und auf dem Dachboden unter den Dielenbrettern (im sogenannten Fehlboden) in der Nähe des Kamins versteckt worden war. Es ließ sich zweifelsfrei nachweisen, dass eine überstehende Schraube, die offenbar bei einer unfachmännischen Reparatur angebracht worden war, Verletzungsspuren bei den Opfern hinterlassen hatte. Brauchbare Fingerabdrücke konnten zwar nicht mehr festgestellt werden, wohl aber Anhaftungen von menschlichen Haaren.

### Ergebnis der Ermittlungen
Trotz wiederholter Festnahmen ist bis heute kein Täter gefunden, die Akten wurden 1955 geschlossen. Trotzdem fanden noch 1986 letzte Vernehmungen statt, und Kriminalhauptkommissar Konrad Müller ermittelte noch im Ruhestand weiter. Im Alter von 83 Jahren übergab er 2018 seine gesammelten Akten zu dem Fall an das Bayerische Polizeimuseum in Ingolstadt.
Alle Versuche, die Tat doch noch aufzuklären, werden dadurch erschwert, dass große Teile der nach dem Mord angelegten Akten heute nicht mehr vorhanden sind; sie wurden vermutlich im Zweiten Weltkrieg zerstört. Problematisch ist ferner, dass viele der heute zur Verfügung stehenden Zeugenaussagen erst Jahrzehnte später aufgezeichnet wurden und ihr Wert daher begrenzt ist.

## Reaktionen der Öffentlichkeit
Bereits kurz nach der Entdeckung des Mordes fanden sich viele Schaulustige in Hinterkaifeck ein, und einige blieben sogar in der Nacht, um für „die armen Seelen“ zu beten. An der Beerdigung am 8. April 1922 nahmen einige tausend Menschen auf dem Friedhof von Waidhofen teil. Es stellte sich nach der Tat eine regelrechte Hinterkaifeck-Hysterie ein, und die Bevölkerung der Umgebung spekulierte über mögliche Täter.

## Bestattung und Gedenken

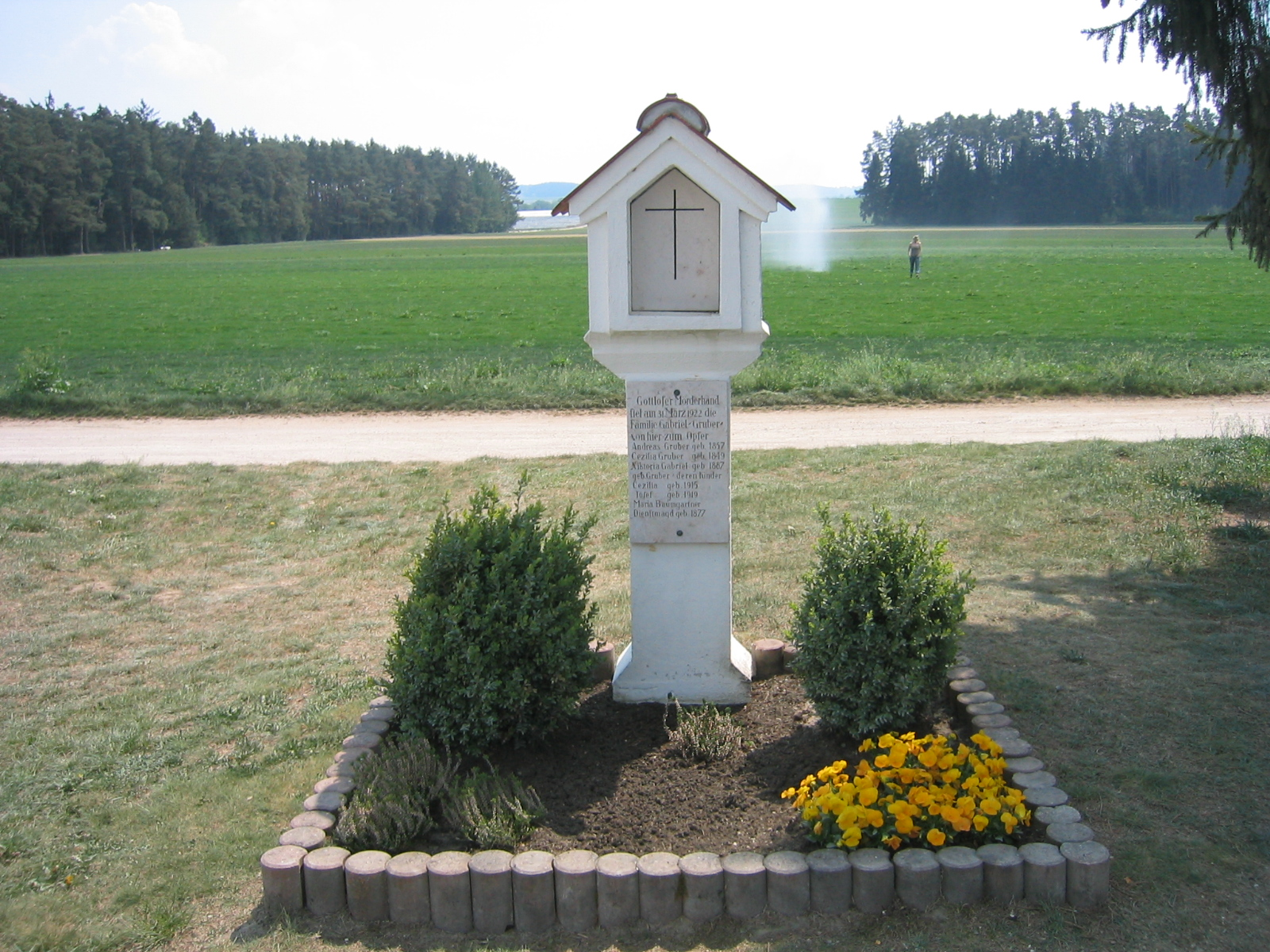
Marterl in der Nähe des Tatorts, abgetragen 2022

Die Toten sind ohne Schädel auf dem Friedhof Waidhofen bestattet, ein Gedenkstein wurde am Grab errichtet. Die Schädel der Toten befanden sich zuletzt in einem Justizgebäude in Augsburg und wurden bei einem Bombenangriff im Zweiten Weltkrieg zerstört. Der Hof wurde bereits 1923 abgerissen, bis 2022 stand in der Nähe noch ein Marterl. Ende März 2025 wurde an der Stelle des 2022 entfernten Marterls eine neue Gedenkstätte errichtet.
Über das Verbrechen wurde noch jahrelang berichtet:

„Am 4. d. jährte sich zum achtenmale die Entdeckungen [sic!] der grausigen Bluttat von Hinterkaifeck. In einer der ersten Aprilnächte 1922 war die Besitzerin der Einöde Hinterkaifeck samt ihren Eltern, ihren beiden kleinen Kindern und der Magd erschlagen worden. Das Verbrechen ist noch immer in geheimnisvolles Dunkel gehüllt. Das Haus, in dem die Tat geschah, ist abgebrochen und nur der Grabstein auf dem Friedhofe in Waidhofen und eine blutbespritzte Hacke, die man im Hause gefunden hatte, erinnern an ein Verbrechen, das zu den blutigsten und grausamsten der letzten Jahrzenhte [sic!] gehörte.“

## Ungereimtheiten beim Fall und Ermittlungsversäumnisse
Im Augenscheinprotokoll der Gerichtskommission Schrobenhausen wurde vermerkt, die Opfer seien wahrscheinlich durch Unruhe im Stall (brüllendes, losgebundenes Vieh) in den Stall gelockt worden. Ein Versuch ergab allerdings, dass zumindest menschliche Schreie aus dem Stadel (Tatort bzw. Fundort von Andreas und Cäzilia Gruber sowie Viktoria und Cäzilia Gabriel) nicht im Wohnbereich zu hören waren. Daraus ergibt sich die Frage, ob die Hinterkaifecker wirklich wie oben beschrieben in den Stadel gelockt wurden oder auf eine andere unbekannte Weise.
Der exakte Tathergang konnte nicht zweifelsfrei geklärt werden. Es wurden nur fünf Bilder vom Tatort gemacht: zwei mit den Leichen in der Scheune, eins von der toten Magd in ihrer Kammer, eins von Josefs Stubenwagen in Viktorias Schlafzimmer sowie eine Außenansicht vom Hof. Daktyloskopische Spuren wurden nicht gesichert. Eine Tatrekonstruktion anhand der Auffindesituation ergab, dass Viktoria Gabriel vermutlich das erste Mordopfer war. In der Scheune wurden anschließend wahrscheinlich Cäzilia Gruber, danach ihr Ehemann Andreas Gruber und zuletzt Cäzilia Gabriel erschlagen. Im Haus dürfte zunächst die Magd getötet worden sein, zum Schluss dann Josef. Alle Leichen wiesen schwere Kopfverletzungen auf, bei Viktoria Gabriel sollen zudem auch Würgemale am Hals festgestellt worden sein, die Quellenlage ist hierzu jedoch nicht eindeutig.
Ferner wurde die Annahme in Zweifel gezogen, dass der oder die Täter sich bereits vor der Tat im Haus aufgehalten hatten. Einige der Indizien dafür – wie die verschobenen Dachziegel und die Mulden im Heu – wurden später auch als Liebesversteck der Inzestbeziehung zwischen Andreas Gruber und Viktoria Gabriel interpretiert. Dies würde auch erklären, warum die Mulden und Ziegel von Andreas Gruber nicht bemerkt oder erwähnt wurden, obwohl er nach gesicherten Aussagen den Hof vor der Tat mehrfach gründlich durchsucht haben soll.
In der Nacht nach der Tat (also noch drei Tage vor dem Auffinden der Leichen) beobachtete der zufällig an Hinterkaifeck vorbeikommende Handwerker Michael Plöckl, dass der Backofen des Hofes von einer ihm unbekannten Person angeheizt worden war. Die Person sei daraufhin mit einer Taschenlampe auf ihn zugekommen und habe ihn dabei geblendet, woraufhin er eilig seinen Weg fortgesetzt habe. Plöckl bemerkte außerdem, dass der Rauch vom Kamin einen widerlichen Geruch hatte. Weder wurde dieser Vorfall näher untersucht, noch sind Ermittlungen bekannt, die festgestellt hätten, was in jener Nacht in dem Backofen verbrannt worden war.
Am 1. April um 3 Uhr morgens will der Landwirt und Metzger Simon Reißländer auf dem Nachhauseweg in der Nähe von Brunnen zwei unbekannte Gestalten am Waldrand gesehen haben. Als die Unbekannten ihn sahen, drehten sie sich so um, dass man ihre Gesichter nicht sehen konnte. Als er später von den Morden in Hinterkaifeck hörte, hielt er es für möglich, dass die Unbekannten damit in Verbindung stehen könnten.
Der Monteur Albert Hofner war nach dem Verbrechen für mehrere Stunden zwecks Reparaturarbeiten auf dem Hof, wurde aber erst 1925 vernommen, da die Polizei ein Verhör unmittelbar nach der Tat versäumt hatte. Seine Aussage legt den Verdacht nahe, dass sich der oder die Täter während seiner Anwesenheit immer noch oder zwischenzeitlich wieder auf dem Hof aufgehalten haben. So fand er die Zugänge zum Haus zwar verschlossen vor und traf auch keine Person an, doch bei seiner Ankunft vernahm er angeblich Hundegebell aus dem Inneren des Hauses. Beim Verlassen des Gehöfts ein paar Stunden später bemerkte er, dass der bellende Spitz der Grubers nun vor der immer noch verschlossenen Haustür angebunden war und das Stadeltor offen stand (durch das er allerdings nicht trat). Als die Leichen am frühen Abend desselben Tages entdeckt wurden, wurde der sichtlich verstörte Hund mit einem verletzten Auge bei den Opfern in der Scheune vorgefunden, deren Tür nun wieder geschlossen war.
Mitte Mai 1927 soll ein fremder Mann einen Anwohner von Waidhofen gegen Mitternacht angehalten haben. Er stellte ihm Fragen über den Mord und rief daraufhin, dass er der Mörder sei; dann rannte er in den Wald. Wer der Mann war, konnte nicht festgestellt werden.
Das persönliche Umfeld der Opfer wurde nur unzureichend untersucht. Dies gilt in den ersten Jahren insbesondere auch für die neue Magd Maria Baumgartner. Dabei ist es immerhin bemerkenswert, dass die Morde wenige Stunden nach ihrer Ankunft auf dem Hof geschahen. Es ist zumindest möglich, dass das Mordmotiv mit ihrer Person in Verbindung steht.
Als Motiv wurde häufig Raubmord angenommen, obwohl ein für damalige Verhältnisse hoher Geldbetrag (ca. 1800 Goldmark) in einem Schrank gefunden wurde, der von dem oder den wohl noch länger im Haus verbliebenen Tätern durchsucht wurde. Zudem sprechen die komplexen und übermäßig brutalen Tatausführungen, bei denen die Familie inklusive der Kinder ausgelöscht wurde, sowie auch diverse Nachtathandlungen (zum Beispiel die Positionierung und Abdeckung der Leichen oder die offensichtliche Sorgfalt beim Versuch, die Morde so lang wie möglich unentdeckt zu lassen) eher für eine emotional geprägte Beziehungstat.
Auch die Mordwaffe stellt ein Rätsel dar. Im Auffindebericht wird von einer Kreuzhacke gesprochen, die am Tatort gefunden wurde und von der Schlittenbauer behauptete, sie habe in einem Futtertrog für das Vieh gelegen. Die Polizei erwähnt diese Hacke ausdrücklich in dem Auffindebericht. Ein Jahr später wurde beim Abriss des Hofes in einem Versteck im Boden eine Reuthaue gefunden, die als Tatwaffe identifiziert wurde (siehe oben). Von der ersten Hacke war danach genauso wie von einem angeblich blutigen Bandeisen, das ebenfalls beim Abriss des Hofes entdeckt wurde, keine Rede mehr. Bleibt die Frage, ob es sich bei den beiden nicht mehr erwähnten Objekten um weitere Tatwaffen handelt oder nicht. Falls doch, würde das auf mehrere Täter hinweisen. Auch das lässt sich nicht mehr endgültig klären.
In den 1970er Jahren wurde beim Abriss der Sakristei der St.-Vitus-Kirche in Hagelstadt ein Sterbebild der Familie in einem Kirchenbuch gefunden, das die handschriftlichen Vermerke trägt: neidisch wucherisch, in ganzer Umgegend verachtet, wg Sittlichkeit 1 Jahr, Blutschande und Strafe Gottes. Wer das Bild vermutlich bereits in den 1920er Jahren beschriftete und wie oder wann es in das etwa 85 Kilometer entfernte Hagelstadt gelangte, ist nicht bekannt.

## Abschlussbericht der Polizeifachhochschule Fürstenfeldbruck
Im Jahr 2007 verfassten 15 Polizeikommissaranwärter im Rahmen ihrer Abschlussarbeit an der Beamtenfachhochschule Fürstenfeldbruck einen 188-seitigen Bericht, in dem der Fall nochmals tiefgehend beleuchtet wird. Zwar attestierten die Polizeistudenten den damaligen Vernehmungen eine detailreiche Akribie, kritisierten aber auch, dass zahlreichen Hinweisen nicht näher nachgegangen wurde, und das Fehlen einer professionellen Spurensicherung. Mit an Sicherheit grenzender Wahrscheinlichkeit wird der Mörder nicht mehr ermittelt werden können, da selbst ein Massen-Gentest von noch lebenden Verwandten der damaligen Verdächtigen aufgrund fehlenden Spurenmaterials zu keinem Ergebnis führen würde. Alle an dem Bericht beteiligten Beamten waren sich allerdings unabhängig voneinander übereinstimmend einig, wer der Täter gewesen sein muss, jedoch wurde dessen Name aufgrund moralischer Rücksichtnahme auf die Nachfahren nicht genannt.
15 Jahre nach Abschluss dieser Arbeit stellte jedoch die seinerzeit zuständige Projektleiterin Michaela Vorderberg-Zankl deren Ergebnisse in Frage und zeigte sich sogar überzeugt, dass der in diesem Zusammenhang genannte Hauptverdächtige unschuldig sei.

## Medien

### Verfilmungen
- 1981 drehte Hans Fegert vom Ingolstädter Schmalfilm-Club (ISC) in Zusammenarbeit mit dem Theaterspielkreis Pfaffenhofen den Super-8-Spielfilm Hinterkaifeck – Symbol des Unheimlichen. Diesen Film sahen in der Region Ingolstadt/Schrobenhausen/Neuburg und Pfaffenhofen rund 20.000 Zuschauer.
- Der Mordfall wurde 1991 von Kurt Hieber in einer Fernsehdokumentation (Hinterkaifeck – Auf den Spuren eines Mörders) dargestellt.[42] Die Interviews mit heute zum Teil schon verstorbenen Zeitzeugen führte der Journalist Reinhard Köchl. Er gewann 1989 auch mit dem Radiobeitrag Die Mordnacht von Hinterkaifeck (Radio ND 1, Neuburg/Donau) den BLM-Hörfunkpreis.
- 2009 bezog sich der Thriller Hinter Kaifeck auf die Geschehnisse.[43]
- Ebenfalls 2009 stellte das Thrillerdrama Tannöd eine Verfilmung des gleichnamigen Romans von Andrea Maria Schenkel dar, dem der reale Mordfall zugrunde liegt.[44]
- Der Fall wurde ein zweites Mal 2009 von Kurt Hieber in Der Fall Hinterkaifeck – Die wahre Geschichte hinter Tannöd dargestellt.
- Innerhalb der Fernsehreihe ZDF-History wurde am 17. Juni 2012 in dem Beitrag Mysteriöse Kriminalfälle der Geschichte über den Fall berichtet. Dabei wurden Filmausschnitte aus Kurt Hiebers Dokumentation von 2009 verwendet.
- Erwähnung eines „spukhaften Vorfalles“ am Marterl von 2008 in Sky du Monts Serie Haunted – Seelen ohne Frieden (Staffel 1, Ep. 5, 2016).[45]
- In der zweiten Staffel der Amazon-Studios-Serie Lore (2018) wird eine Interpretation des Mordfalles dargestellt. In der Folge wirkten Schauspieler wie Jürgen Prochnow, Thomas Kretschmann, Susanne Wuest, Karoline Eichhorn und Vladimir Burlakov mit.

#### Sachbuch
- Reinhard Haiplik: Hinterkaifeck. In ders.: Brandstifter, Mörder und Banditen. Aufsehenerregende Verbrechen in unserer Heimat. Landratsamt (Hg.): Pfaffenhofen an der Ilm 1995. 87 S.
- Reinhard Haiplik: Geheimnisvolle Plätze in der Hallertau – Heimatkundliche Wanderungen zwischen Ilm, Paar und Abens (Zusammenfassung der wichtigsten Theorien). Hohenwart: Galli Verlag 2009. 128 S., ISBN 978-3-936990-48-5
- Winfried Rein: Die Anziehungskraft des Ungelösten: 75 Jahre nach der Tat liefert der Fall Hinterkaifeck neuerlich Stoff für Spekulationen. In: Der Sonntag, Ingolstadt 1997. 12 S.
- Rainer Schmeißner: Der Bildstock von Hinterkaifeck (Oberbayern): einzige Erinnerung an Deutschlands rätselhaftesten Mordfall. In: Steinkreuzforschung Reihe B (Mitteilungen), Sammelbände, Bd. 27, Regensburg 2002, S. 81–86
- Werner Vitzthum: Chronologie einer Bluttat: sechs Morde blieben bis heute ungesühnt; Hinterkaifeck. In: Das große Heimatbuch – die schönsten Geschichten aus dem Landkreis Neuburg-Schrobenhausen und dem Altlandkreis Schrobenhausen. Max Ballas MB Verlagsdruck: Schrobenhausen 1997, S. 127–129
- Hinterkaifeck – Deutschlands geheimnisvoller Mordfall. In: Staatl. Schulamt im Landkreis Neuburg-Schrobenhausen (Hg.): Heimatkundliche Stoffsammlung für den Landkreis Neuburg-Schrobenhausen, München 1982, S. 119

#### Belletristik
- Tobias O. Meißner: Manifestation I: Hinterkaifeck oder der Heimkehrer. In: Hiobs Spiel. Eichborn Verlag: Frankfurt/M.
  - Buch 1: Frauenmörder. 2002, ISBN 3-8218-0691-5
- Andrea Maria Schenkel: Tannöd. Kriminalroman. Edition Nautilus, Hamburg 2006, ISBN 978-3-89401-479-7; Weltbild Verlag, Augsburg 2007, ISBN 978-3-8289-9055-5

#### Bavarica
- Peter Leuschner: Der Mordfall Hinterkaifeck. Deutschlands geheimnisvollster Mordfall. Verlag Ludwig: Pfaffenhofen an der Ilm 1978, ISBN 3-7787-2028-7
- Peter Leuschner: Der Mordfall Hinterkaifeck. Spuren eines mysteriösen Verbrechens. 3., überarbeitete Auflage, Apus-Verlag: Hofstetten 2007, ISBN 978-3-9805591-0-2
- Peter Leuschner: Hinterkaifeck: Deutschlands geheimnisvollster Mordfall. Taschenbuch, Apus-Verlag: Hofstetten 2009, ISBN 978-3-9805591-1-9
- Peter Leuschner: Das Rätsel um Hinterkaifeck – Der unaufgeklärte sechsfache Mord von 1922 auf einer oberbayrischen Einöde, in: Michael Farin (Hg.): Polizeireport München. belleville: München 1999, S. 172 ff. Darin: Abdruck der Steckbriefe vom 8. April 1922 und 3. Mai 1927 (Belohnung für den „flüchtigen“ Bäcker Joseph Bärtl, gen. Hans).

#### Theaterstück
- Reinfried Keilich: Hinterkaifeck. Ein Mordfall. Verlag der Autoren: Frankfurt/M. 1989

### Musik
- Der deutsche Indie-Musiker Drangsal veröffentlichte auf seinem Debütalbum Harieschaim einen Song mit dem Titel Hinterkaifeck. Auch wenn der Text des Liedes nichts mit den Morden zu tun hat, gab Drangsal, dessen bürgerlicher Name Max Gruber lautet, in einem Interview an, dass er mit der auf Hinterkaifeck ermordeten Familie Gruber verwandt sei.
- Die Freisinger Artrockband RPWL veröffentlichte 2023 auf ihrem Album "Crime Scene" den Song "A Cold Spring Day in '22", der die Morde von Hinterkaifeck thematisiert.

### Podcasts
- Dunkle Heimat bei Antenne Bayern

### Ausstellung
- Mythos Hinterkaifeck – Auf den Spuren eines Verbrechens, Ausstellung im Bayerischen Polizeimuseum in Ingolstadt vom September 2016 bis September 2018[46]